# Avenida Paicaví
La Avenida Paicaví es una gran arteria de entrada a la comuna de Concepción, en Chile. Su nombre se debe al cacique Paicabí, que era comandado por  Colo Colo. Gran parte de su importancia se debe al flujo vehicular que recibe desde Talcahuano ya que su prolongación conecta con su calle principal, avenida Cristóbal Colón.

## Historia
Esta antigua calle, se proyectaba como avenida desde los planes de la década de 1960, luego del Terremoto de 1960. Desde esa fecha se empezaron a dejar paulatinamente algunos paños para el ensanche. Esta arteria era importante ya que empalmaba con la Ruta CH-154 o Autopista Concepción-Talcahuano. En la década de los años 1980, luego del mejoramiento de la Autopista Concepción-Talcahuano (1987), se hizo un proyecto de ampliación actualizado. Pero el aplazamiento de los fondos del ensanche dejó al proyecto obsoleto, debido al crecimiento del parque vehicular y el tráfico que por sus calles pasaba. Para paliar esto, se pavimentó la Calle Ongolmo, para que tomara la mayor parte del tráfico hacia el centro y el Barrio Universitario (dirección SE), dejándose un carril de Paicaví con esa dirección (SE), hasta la Calle Manuel Bulnes, y los otros dos carriles en dirección a Talcahuano (NO). Luego de que empezó el ensanche de avenida Los Carrera, se pretendía comenzar con el ensanche de Paicaví. Sin embargo, hubo que revisar el proyecto para actualizarlo, con lo cual se rediseñó gran parte de su conformación. Finalmente se definieron tres grandes sectores: Víctor Lamas - José de San Martín (unidireccional), José de San Martín - Los Carrera (bidireccional con cuatro carriles), Los Carrera - Empalme Alonso de Ribera (bidirecional con cuatro carriles y corredor central exclusivo para transporte público). Entre los años 2004 y 2005 se remodela totalmente la avenida, bajo la tutela del proyecto Biovías. En total se invierten CLP$9.500.000.000.
La avenida fue reinaugurada el 23 de noviembre de 2005, transformándose en una arteria vial más organizada y estilizada.

## Ubicación y trayecto

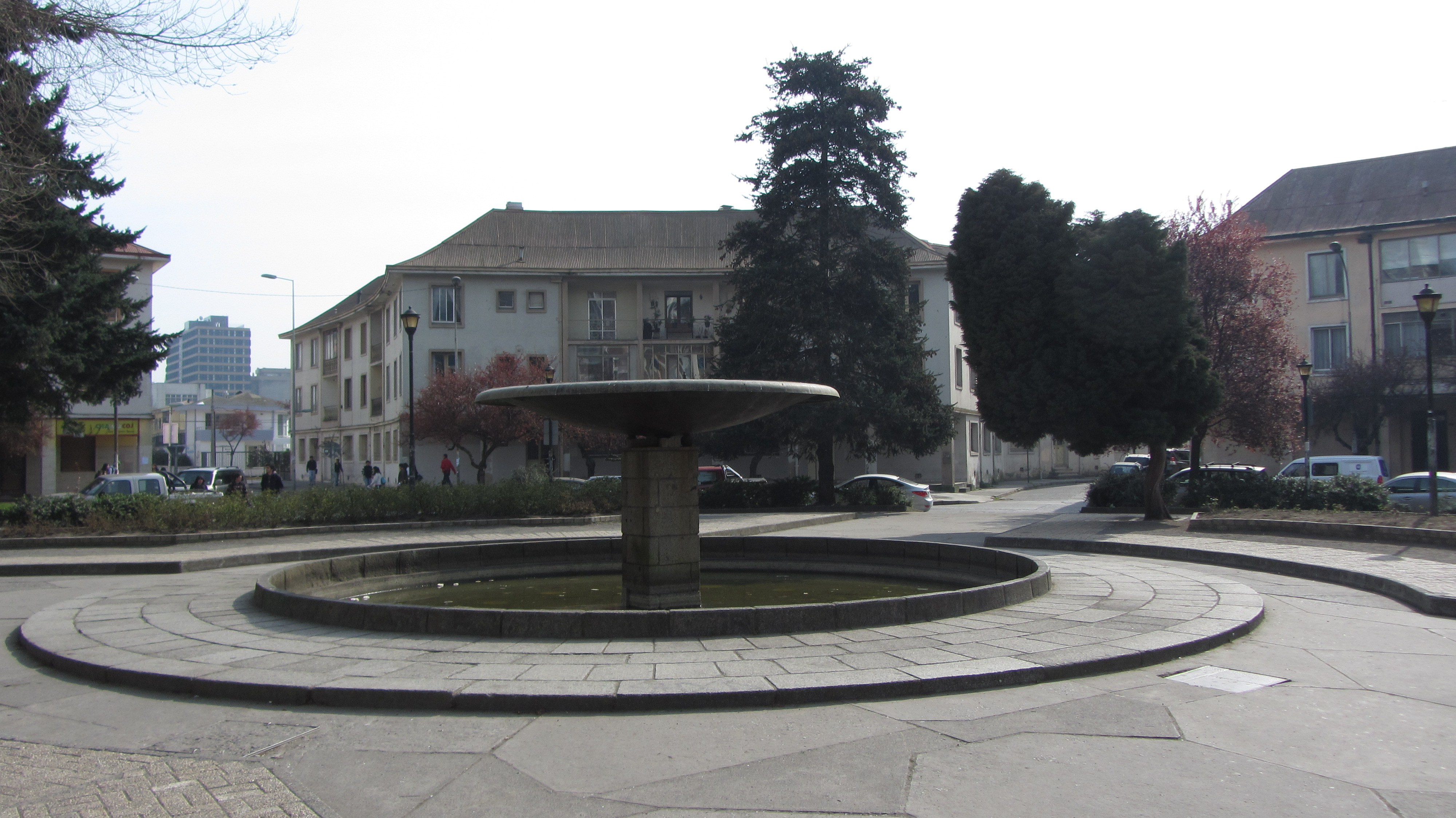
La Plaza Perú con su pileta en 2012. A la izquierda, el inicio de la Avenida Paicaví

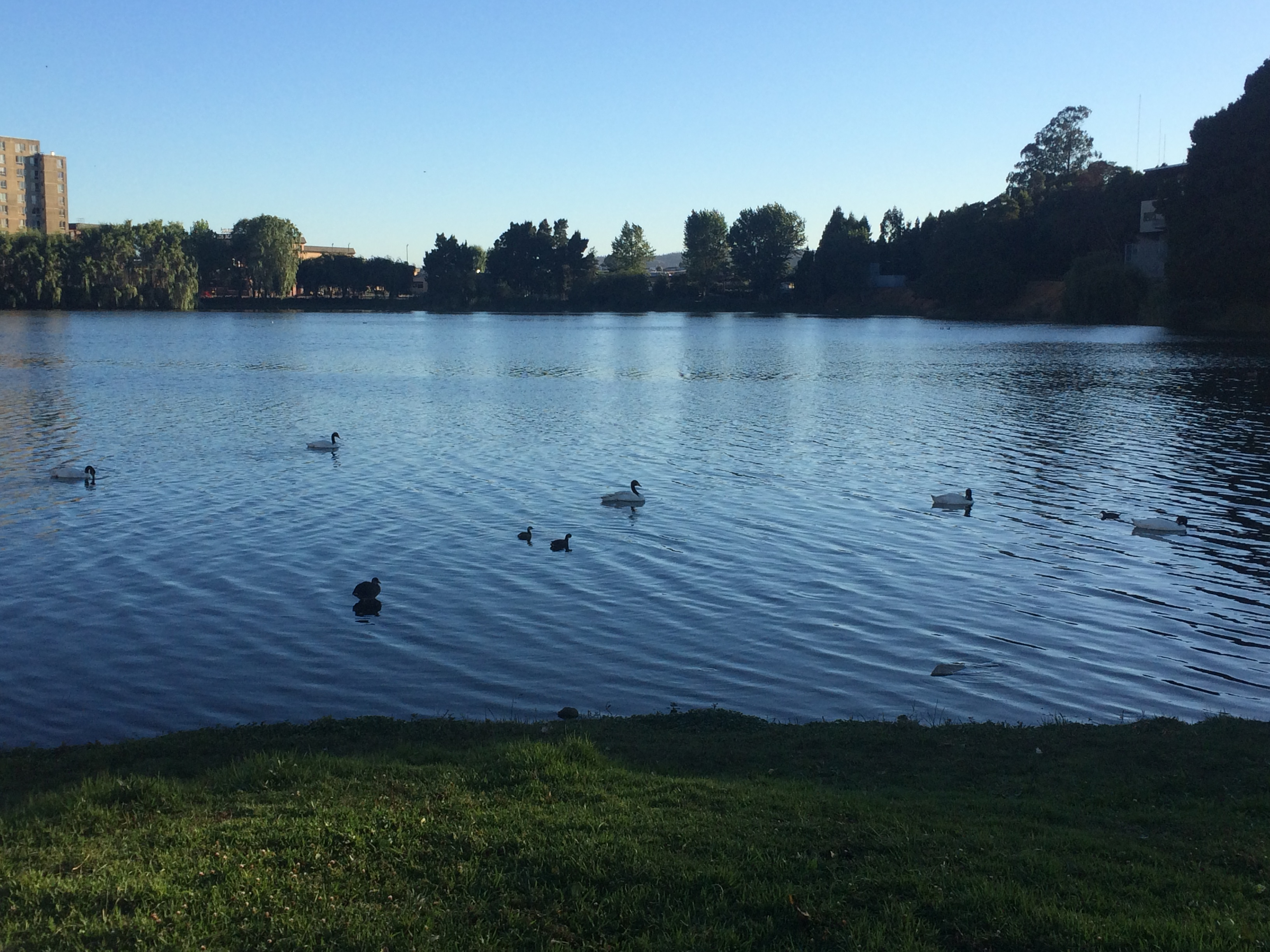
Laguna Las Tres Pascualas

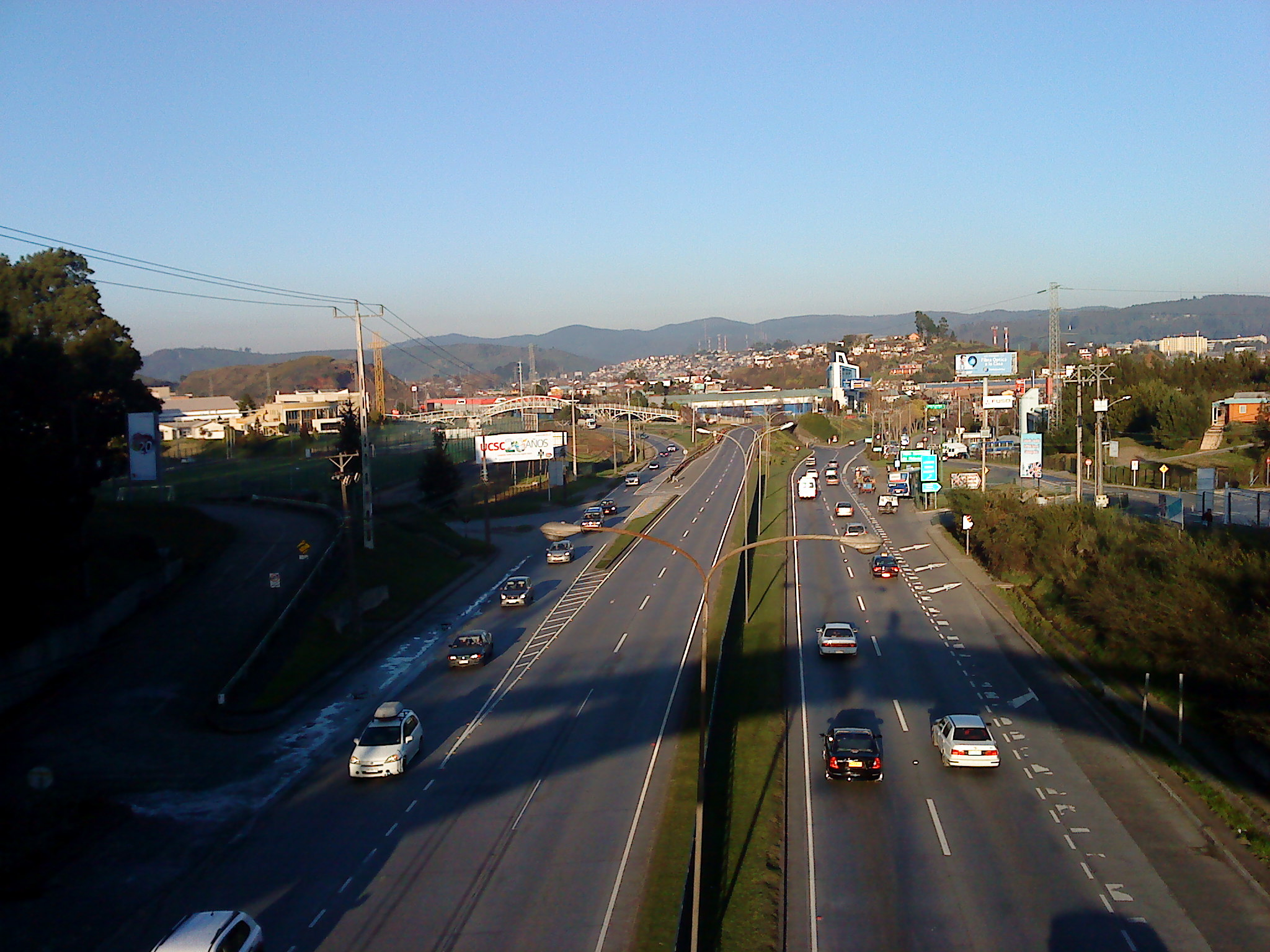
La Avenida Paicaví en su enlace con la Autopista Concepción-Talcahuano

La calle nace en la intersección de ésta con la Calle Víctor Lamas (altura del número 0), en el Barrio Universitario de Concepción. En este tramo tiene dirección NO. Luego cruza Avenida Chacabuco, y se separa en dos ramas en torno a la Plaza Perú, en donde se cruza con avenida Diagonal Pedro Aguirre Cerda (oeste) y calle Augusto D'Halmar (este). Luego sigue un dos carriles con dirección SE, que cruzan el grupo de edificios en torno a la plaza y luego la Calle Lord Cochrane (altura del 200), en donde tiene una amplía vereda peatonal y dos carriles (dirección sureste). Al llegar a calle San Martín (altura del 300), la amplia vereda peatonal se achica, para dar paso a cuatro carriles (dos sentido SE (Barrio Universitario), dos sentido NO (Talcahuano)), separados por un bandejón central. Este esquema llega hasta avenida Los Carrera (altura 800), en donde enfrenta la rotonda Paicaví.
Dos cuadras hacia el norponiente se encuentra la Laguna Las Tres Pascualas, con un acceso a través de un puente peatonal al Campus Tres Pascualas de la Universidad San Sebastián, galardonado con el Premio de arquitectura Obra bicentenario.
Desde este punto, la avenida se amplia a 6 carriles, cuatro carriles todo vehículo laterales, y dos carriles solo buses centrales, separados por un bandejón central. El corredor central solo buses, además es complementado por paraderos islas, con sus respectivas bahías de detención. A esto se suma la sincronización de los semáforos mediante la UOCT Gran Concepción.
A la altura del 1600 tiene un paso bajo nivel, sobre el cual cruza la vía férrea a Lirquén y la Calle Benjamín Vicuña Mackenna. Sigue por Barrio Norte, hasta llegar a un corte en el cerro.
Finalmente llega al enlace con Alonso de Ribera en donde finaliza. Empalmando con la Autopista Concepción-Talcahuano o Ruta CH-154.

## Prolongación
- Al Sureste (SE) con:
  - Calle Edmundo Larenas.
- Al Noroeste (NO) con:
  - Autopista Concepción-Talcahuano o Ruta CH-154.